# Flueggea neowawraea
Mēhamehame (Flueggea neowawraea) là một loài thực vật có hoa thuộc họ Bignay, Phyllanthaceae, là loài đặc hữu của Hawaii. Loài này có ở rừng ẩm thấp cố định khô, ẩm thấp ven biển ở độ cao 250 đến 1.000 m (820 đến 3.280 ft). Các loài thực vật liên quan gồm có kukui (Aleurites moluccana), hame (Antidesma pulvinatum), ʻahakea (Bobea sp.), alaheʻe (Psydrax odorata), olopua (Nestegis sandwicensis), hao (Rauvolfia sandwicensis), và aʻiaʻi (Streblus pendulinus). Mēhamehame was one of the largest trees in Hawaiʻi, ở độ cao 30 m (98 ft) and trunk diameter of 2 m (6,6 ft). Native Hawaiians used the extremely hard wood of this tree to make weaponry.

## Hình ảnh

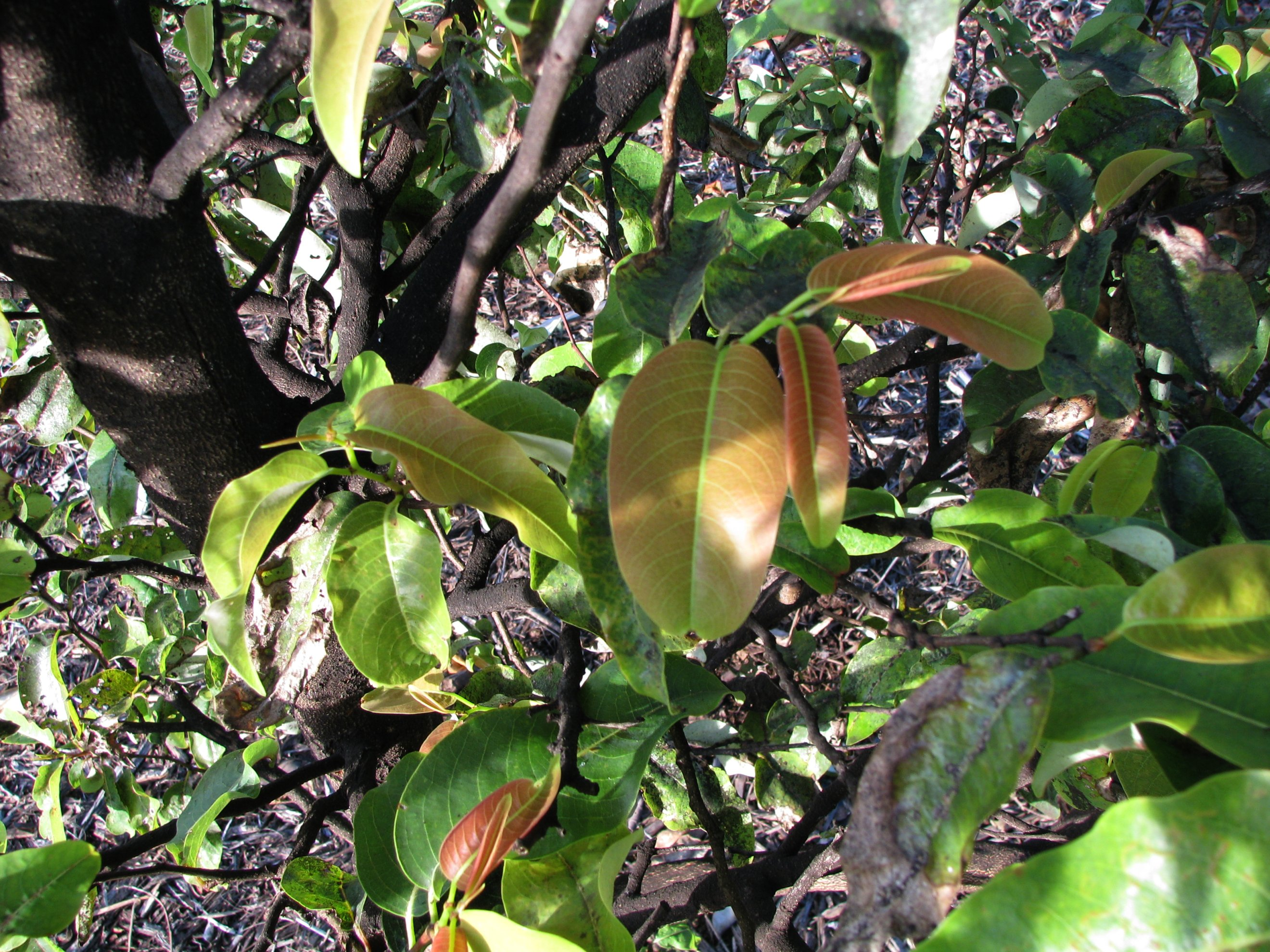
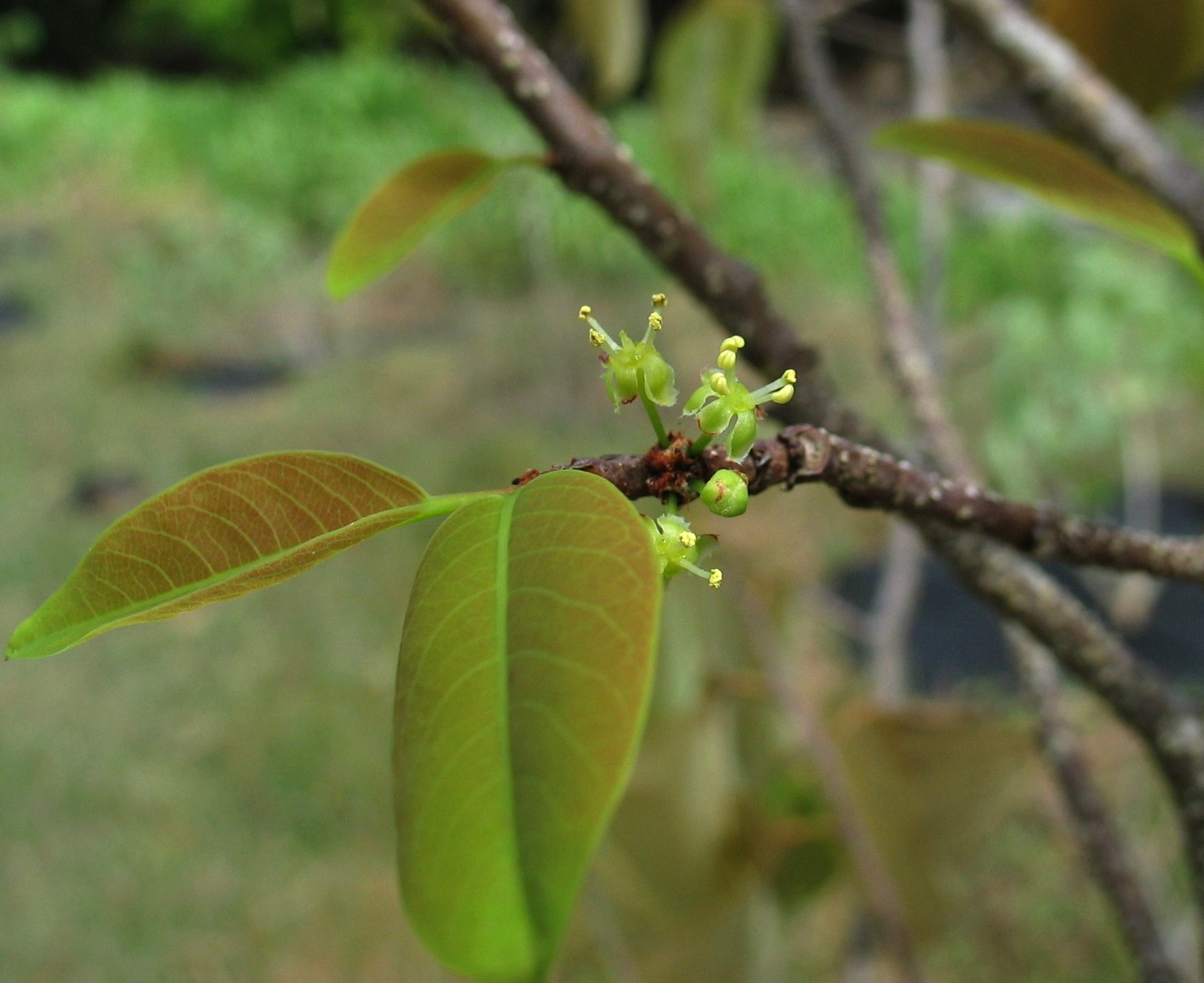
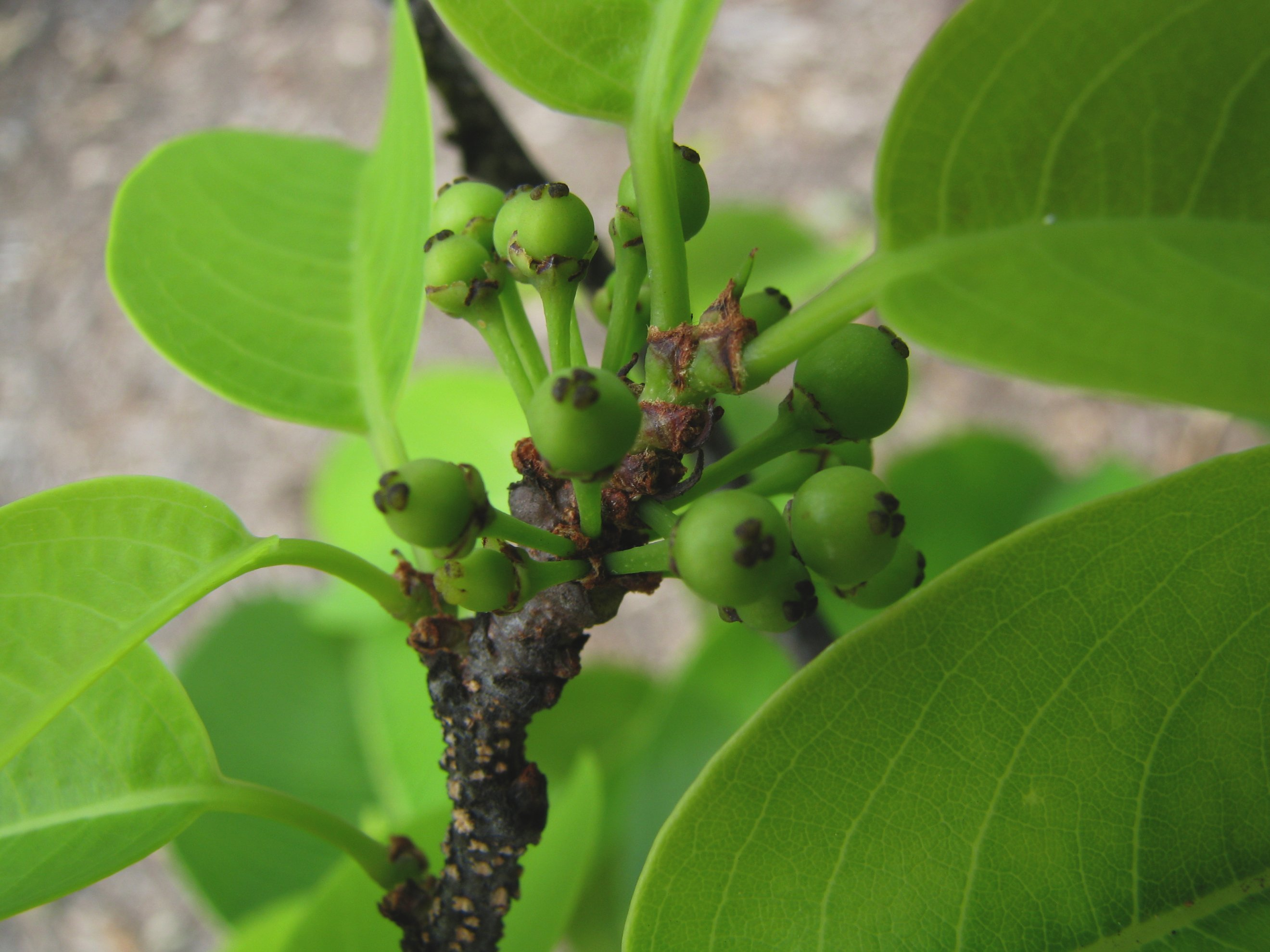
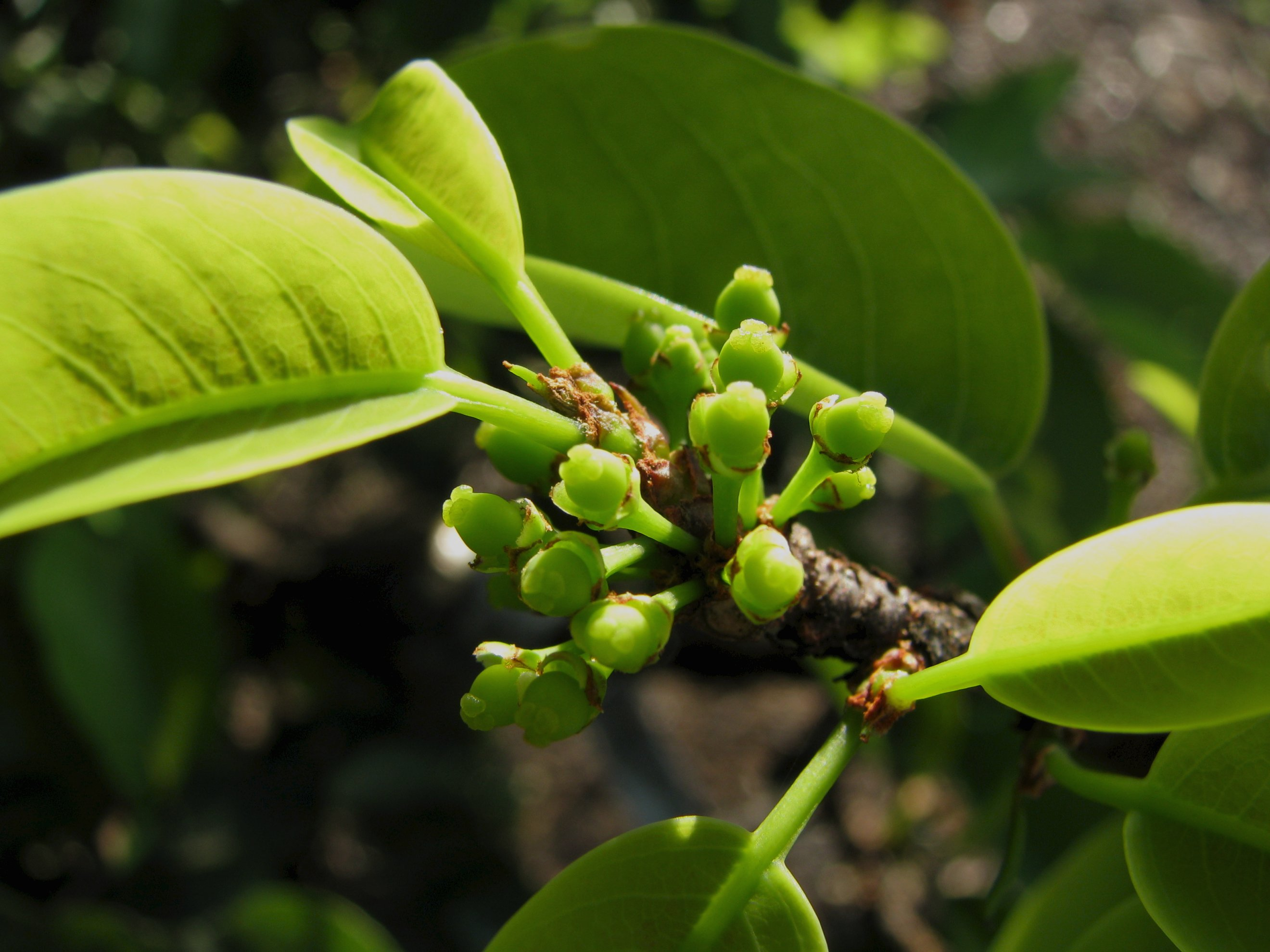